# 제갈재민
제갈재민(諸葛在珉, 2000년 8월 12일 ~ )은 대한민국의 축구 선수이다. 포지션은 공격수이다. 현재 김포 FC 소속이다.